# Tanc d'aïllament sensorial

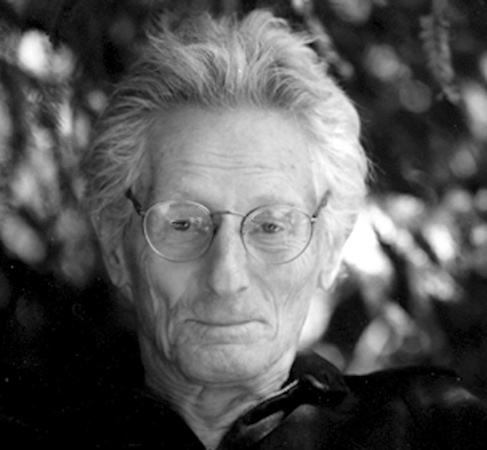
John. C. Lilly, inventor del tanc d'aïllament sensorial.

El tanc d'aïllament sensorial (també teràpia d'estimulació ambiental reduïda, cambra d'aïllament, flotarium, tanc de ingravidesa, càmera de flotació d'antigravetat o piscina de flotació) és un tanc omplert d'aigua salada que indueix a flotar, cosa que comporta una sèrie de beneficis tan físics com mentals. Per això, el tanc d'aïllament s'ha convertit en una teràpia.

## Història
John C. Lilly, un neuropsiquiatra americà, va realitzar als anys 50 una investigació sobre l'origen de la consciència i la seva relació amb el cervell, fet que el va portar a descobrir inesperadament l'eficàcia de la flotació per aconseguir nivells profunds de relaxació. Així doncs, John C. Lilly es va convertir en l'inventor dels tancs d'aïllament.
El neuròleg buscava crear un dispositiu que privés el nombre d'estímuls externs per tal de poder analitzar el cervell i l'individu en una situació d'aïllament. Inicialment, va anomenar aquests dispositius “càmeres de privació sensorial”, els quals més tard es coneixerien com a R.E.S.T (Teràpia d'estimulació ambiental reduïda).
A causa del seu interès en les drogues psicodèliques i en la comunicació entre els dofins, però, les seves investigacions no es van prendre molt seriosament fins temps després. Tot i aquest rebuig inicial, els efectes de flotació han estat investigats i documentats científicament més tard. Fins i tot la NASA ha utilitzat aquest sistema per realitzar programes d'entrenament d'astronautes amb la finalitat de simular la falta de gravetat i l'aïllament sensorial. 

## Característiques
El tanc d'aïllament sensorial conté generalment a l'interior 600 litres d'aigua i 300 quilos de sals Epsom o Sulfat de magnesi (un compost químic que té com a fórmula Mg SO4·7H2O) de manera que s'aconsegueix crear una densitat com la del Mar Morta. Per aquest motiu, quan algú es submergeix en l'aigua flota sense cap tipus d'esforç i perd la noció del pes del cos. La temperatura de l'aigua oscil·la entre els 35º i els 37.5º C per tal que la persona que es submergeixi no senti ni fred ni calor i així tingui la sensació que el seu cos es fon amb l'aigua.

### Efectes
La cambra d'aïllament compta amb beneficis molt diferents. Els experts creuen que el temps en el tanc pot reduir el sistema nerviós simpàtic mentre que encén el sistema nerviós parasimpàtic, associat amb el descans, de manera que s'indueix a un estat neurològic de son.
La producció d'hormones de l'estrès s'alenteix, cosa que comporta que es redueixin els nivells d'estrès físic i mental. Un altre efecte és l'augment de la secreció d'endorfines, conegudes com a hormones de la felicitat i considerades analgèsics naturals produïts pel cervell. Això fa que la ment entri en un estat de relaxació que permet utilitzar parts inactives del cervell i facilitar l'harmonia entre els dos hemisferis, equilibri que garanteix una millora de la salut física, mental i emocional.
Durant la flotació es produeixen patrons més lents d'ones cerebrals (conegudes com a ones zeta) normalment experimentades només durant la meditació profunda o just abans d'adormir-se. A causa d'això s'afirma que una hora de flotació equival a quatre hores de dormir.
Per aquest motiu es recomana en tractaments d'ansietat, depressió i èpoques de cansament acumulat. Serveix per combatre el insomni, el dolor premenstrual, els dolors crònics (migranyes, asma, mal d'esquena, espatlla i coll, artritis, trastorns gastrointestinals i cardiovasculars, etc), mitiga les conseqüències del jet lag i funciona per lluitar contra les addicions com el tabac i l'alcohol. A més, les sals minerals de l'aigua són beneficioses per la pell, fins i tot per les més sensibles i irritants. 

## Impacte social
Cada cop és més gran el nombre de centres estètics, balnearis i Spa que ofereixen serveis de flotació. A Amèrica Llatina especialment són molt populars i en els últims anys sorgit companyies com Hydrofloat a l'Argentina, Ku Flotarium a Equador o Float a Guatemala. També s'ha posat en pràctica en diversos comitès olímpics per millorar la preparació dels esportistes. Per altra banda, s'han obtingut excel·lents resultats en universitats, ja que en utilitzar-se com a mètode d'aprenentatge ràpid donat que estimula la creativitat, s'ha afavorir la claredat intel·lectual i s'ha accelerat el procés d'aprenentatge.
×